# Dvostruka herma Sokrata i Seneke
Dvostruka Herma Sokrata i Seneke starorimska je statua iz prve polovice trećeg stoljeća nove ere. Herma s jedne strane prikazuje grčkog filozofa Sokrata, a s druge strane rimskog stoika Seneku Mlađeg. Trenutačno pripada Antikensammlung Berlin, a nalazi se u muzeju Altes.

## Opis
Dva su filozofa spojena na stražnjoj strani glave; prsa su im u obliku herme. Oba muškarca imaju uobičajeni ogrtač filozofa ili govornika iznad lijevog ramena, iako Sokrat također nosi potkošulju. Bradati Sokrat ima oblik nalik na satira, kao u književnim opisima i drugim portretima. Seneka je, s druge strane, prikazan kao glatko obrijan s opuštenom linijom kose. Njegova mala usta punih usana napućena su. Nagađa se da prikaz Seneke potječe iz djela nastalog između 50. i 60. godine naše ere — za života filozofa.
U antičkoj umjetnosti dvostruke herme bile su uobičajen tip kipa. Dok su u Grčkoj izlagani u javnim prostorima, u Rimskom carstvu izlagani su u privatnim prostorima. Dakle, kombinacija dvaju filozofa rezultat je osobnih sklonosti osobe koja ju je naručila, čak iako nije jasno zašto su ta dva filozofa bila posebno povezana. Vjerojatno je to povezano s činjenicom da su oboje bili prisiljeni počiniti samoubojstvo. Predstavljanje filozofa (i pjesnika) kao dvostrukih herma bila je najčešća upotreba ovog žanra. Ovaj paralelni prikaz također se vidi u literaturi, na primjer u Paralelnim životima Plutarha.

## Identifikacija
Dvostruka herma važna je za proučavanje jer je to jedina slika za koju se sa sigurnošću može reći da prikazuje Seneku. Atribuciju dokazuje latinski natpis na lijevoj strani poprsja (iz kuta gledanja Seneke), dok je Sokrat identificiran grčkim natpisom na desnoj strani. Identifikacija Sokrata može se smatrati sigurnom na temelju usporedbe s mnogim drugim prikazima Sokrata, od kojih su mnogi puno kvalitetniji. S druge strane, portret Seneke danas se koristi za identifikaciju drugih portreta i kipova Seneke.